# Орден Бирмы
Орден Бирмы был учрежден Королевским указом 10 мая 1940 года и вручался в одном классе. Он был вручен губернатором Британской Бирмы за долгую, верную и почетную службу офицеров губернатора (то есть коренных бирманцев) в Бирманской армии, Пограничных силах Бирмы и Военной полиции Бирмы. В сентябре 1945 года королевский указ был изменен, чтобы разрешить награждение орденом за храбрость.

## Основание, структура и история ордена

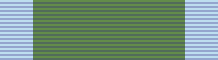
Планка ордена Бирмы (Великобритания)

В 1937 году бирманские офицеры перестали иметь право на Орден Британской Индии, когда Бирма стала отдельной колонией, отделенной от Британской Индии. Орден Бирмы был, по сути, заменой Ордена Британской Индии и вручался на аналогичных условиях.
При учреждении было установлено фиксированное количество из двадцати восьми наград, шестнадцать для Бирманской армии и двенадцать для Бирманских пограничных сил и военной полиции, с вакансиями, заполняемыми один раз в год по мере их возникновения. Награда имела пожизненное пособие в размере одной рупии в день, если не была утрачена из-за проступка. Получатели имели право на пост-номинальные буквы OB. Только 33 человека когда-либо были сделаны членами ордена.
Знак ордена состоял из золотого лучистого круга диаметром 39 миллиметров (1,5 дюйма), увенчанного императорской короной, с центральным кругом, изображающим павлина, выставляющего свой хвост, окруженного словами «Order of Burma». Он носился на шейной ленте темно-зеленого цвета с голубой окантовкой.
Правительство Бирмы после обретения независимости 2 сентября 1948 года создало Pyidaungsu Sithu Thingaha (или Орден Союза Бирмы) взамен Ордена Бирмы.

## Знаки отличия
После вступления в орден члены на церемонии получают знаки отличия ордена. Знак, увенчанный Императорской Короной Индии, имел диаметр 3,8 см и состоял из золотых лучей с золотым медальоном в центре, изображающим гордого павлина в светло-голубой эмали, окруженного кольцом со словами «Орден Бирмы» внутри золотого цвета. письмо на светло-голубом эмалевом фоне. Знак ордена носится на шее на темно-зеленой ленте со светло-голубой каймой.